# Nyquist-Shannon-Abtasttheorem
Das Nyquist-Shannon-Abtasttheorem, auch nyquist-shannonsches Abtasttheorem und in neuerer Literatur auch WKS-Abtasttheorem (für Whittaker, Kotelnikow und Shannon) genannt, ist ein grundlegendes Theorem der Nachrichtentechnik, Signalverarbeitung und Informationstheorie. Wladimir Kotelnikow formulierte das Abtasttheorem 1933. Die Veröffentlichung in einem sowjetischen Konferenzbericht wurde im Osten seit den 1950er Jahren referenziert, blieb aber allgemein im Westen bis in die 1980er weitgehend unbekannt. Unabhängig von Kotelnikow formulierte Claude Elwood Shannon es 1948 als Ausgangspunkt seiner Theorie der maximalen Kanalkapazität, d. h. der maximalen Bitrate in einem frequenzbeschränkten, rauschbelasteten Übertragungskanal.
Das Abtasttheorem besagt, dass ein auf {\displaystyle f_{\text{max}}} bandbegrenztes Signal aus einer Folge von äquidistanten Abtastwerten exakt rekonstruiert werden kann, wenn es mit einer Frequenz von größer {\displaystyle 2\cdot f_{\text{max}}} abgetastet wurde.

## Geschichtliche Entwicklung
Claude Shannon stützte sich auf Überlegungen von Harry Nyquist zur Übertragung endlicher Zahlenfolgen mittels trigonometrischer Polynome und auf die Theorie der Kardinalfunktionen von Edmund Taylor Whittaker (1915) und dessen Sohn John Macnaghten Whittaker (1928). Zu ähnlichen Resultaten wie Nyquist kam Karl Küpfmüller 1928.
Erst die Rechercheure der Eduard-Rhein-Stiftung haben die Priorität (1933) von Wladimir Alexandrowitsch Kotelnikow zweifelsfrei nachgewiesen. Dafür bekam er 1999 den Eduard-Rhein-Preis.
Unabhängig von Kotelnikow formulierte Herbert P. Raabe das Abtasttheorem 1939.

## Grundlagen

Ein Beispiel für die Erhöhung der Signalfrequenz über die halbe Abtastfrequenz. Die Abtastfrequenz ist in allen Teilabbildungen dieselbe. Allerdings steigt nach unten hin die größte im Signal enthaltene Frequenz an. Die gestrichelten Linien sind mögliche Signale, die bei der vorliegenden Abtastung die gleichen Messpunkte hätten.

Das von Shannon formulierte Abtasttheorem besagt, dass eine Funktion, die keine Frequenzen höher als {\displaystyle \textstyle f_{\text{max}}} enthält, durch eine beliebige Reihe von Funktionswerten im Abstand {\displaystyle \tau <{\tfrac {1}{2f_{\text{max}}}}} eindeutig bestimmt ist. Eine hinreichende Bedingung dafür ist die Quadratintegrierbarkeit der Funktion.
Der Funktionsverlauf kann dann rekonstruiert werden, indem jeder Abtastwert {\displaystyle {\hat {x}}(k\tau )} durch eine sinc-Funktion {\displaystyle \operatorname {si} (2\pi f_{\text{max}}(t-k\tau ))\cdot {\hat {x}}(k\tau )} mit gleicher Amplitude ersetzt und anschließend über alle k summiert wird.
In der Signalverarbeitung entspricht dies der Abtastung mit einer Abtastrate {\displaystyle f_{\text{abtast}}>2\,f_{\text{max}}}. Die so erhaltene Signaldarstellung wird Pulsamplitudenmodulation genannt. Zur Rekonstruktion wird dieses Signal durch einen idealen Tiefpass mit Grenzfrequenz {\displaystyle f_{\text{max}}} gefiltert.
Bei Nicht-Basisband-Signalen, d. h. solchen mit minimaler Frequenz fmin größer als 0 Hz, gilt das Abtasttheorem in ähnlicher Form, da durch geeignete Wahl der Abtastfrequenz, das Bandpasssignal im Basisband nach der Abtastung erscheint. Die Abtastfrequenz muss dann lediglich größer als die doppelte Bandbreite sein (siehe auch Unterabtastung). Bei der Rekonstruktion wird hier statt eines idealen Tiefpasses ein idealer Bandpass verwendet.
Bei der Unterabtastung eines Bandpasssignals gilt:
{\displaystyle f_{\mathrm {abtast} }>2\,(\,f_{\mathrm {max} }-f_{\mathrm {min} })}
In der Praxis wird ein Signal vor der Abtastung meist tiefpassgefiltert, damit die (Basis-)Bandbreite der Abtastrate genügt. Analog gilt das Abtasttheorem auch bei Bildern und Videos, wobei die Abtastfrequenz dann in Linien (bzw. Pixel) pro Längeneinheit bestimmt werden kann.

### Anschauung
Wie im Artikel Abtastung (Signalverarbeitung) beschrieben ist, kann man das Abtasten eines Signals {\displaystyle s} durch die Multiplikation mit einem Dirac-Kamm {\displaystyle k} modellieren, wodurch man das abgetastete Signal {\displaystyle s_{a}} erhält. Nach der Umkehrung des Faltungstheorems ergibt sich damit die Fouriertransformierte des abgetasteten Signals durch:
{\displaystyle {\mathcal {FT}}(s_{a})(\omega )=\left({\mathcal {FT}}(s)*{\mathcal {FT}}(k)\right)(\omega ),}
wobei {\displaystyle {\mathcal {FT}}(s_{a})(\omega )={\mathcal {FT}}(s_{a})\left(\omega +{\frac {2\pi }{\Delta t}}\right)} periodisch mit der Periode {\displaystyle {\frac {2\pi }{\Delta t}}} ist und {\displaystyle \Delta t} der Abstand zwischen 2 Abtastzeitpunkten ist. Unterschreitet man nun mit der Abtastfrequenz {\displaystyle {\frac {1}{\Delta t}}} die Frequenz {\displaystyle 2f_{\text{max}}} (für Basisbandsignale), so werden niedrigere und höhere Frequenzkomponenten im Frequenzraum überlagert und können anschließend nicht mehr getrennt werden.
Die Dauer eines technischen Abtastpulses ist allerdings nicht beliebig kurz. Deswegen liegt in der Praxis das Frequenzspektrum einer Rechteckpulsfolge vor statt das einer Diracstoßfolge. (Der Diracstoß ist anschaulich eine Funktion, die nur an einer einzigen Stelle (t = 0) unendlich groß ist und an allen anderen Stellen verschwindet. Eine mathematisch saubere Definition erfolgt im Rahmen von Distributionen.)

## Erklärung der Begriffe

### Bandbeschränktes Signal
Ein in der Bandbreite beschränktes Signal x mit einer maximalen Frequenz F:=fmax ist eine Funktion, für welche die Fouriertransformierte {\displaystyle X={\mathcal {F}}(x)\colon \mathbb {R} \to \mathbb {C} } existiert und diese Fouriertransformierte außerhalb des Intervalls {\displaystyle [-2\pi F,2\pi F]} Null ist. Dann kann umgekehrt das bandbeschränkte Signal durch die inverse Fouriertransformation der Frequenzdichte dargestellt werden:
{\displaystyle x(t)={\frac {1}{\sqrt {2\pi }}}\int _{-2\pi F}^{2\pi F}X(\omega )e^{\mathrm {i} \omega \,t}\,d\omega }.
„Gute“, zulässige Funktionen für die Frequenzdichte X sind beispielsweise stückweise stetige Funktionen, für die in jedem Punkt beide der einseitigen Grenzwerte existieren. Allgemeiner sind Funktionen aus dem Funktionenraum {\displaystyle L^{2}([-2\pi F,2\pi F],\mathbb {C} )} zulässig.
Ist x reellwertig, so gilt {\displaystyle X(-\omega )={\overline {X(\omega )}}}. Wird X in Polarkoordinaten dargestellt, {\displaystyle X(\omega )=|X(\omega )|e^{i\,\phi (\omega )}}, so erhalten wir x mittels eines Integrals mit reellem Integranden,
{\displaystyle x(t)={\sqrt {\frac {2}{\pi }}}\int _{0}^{2\pi F}|X(\omega )|\,\cos(\omega \,t+\phi (\omega ))\,d\omega }.
In der kartesischen Darstellung {\displaystyle X(\omega )=A(\omega )+iB(\omega )} ergibt sich analog
{\displaystyle x(t)={\sqrt {\frac {2}{\pi }}}\int _{0}^{2\pi F}\left(A(\omega )\,\cos(\omega \,t)-B(\omega )\,\sin(\omega \,t)\right)\,d\omega }.

### Abtasten mit der doppelten Frequenz
Abtasten mit der doppelten Frequenz bedeutet hier, dass Funktionswerte in gleichmäßigen Abständen genommen werden, wobei ein einfacher Abstand {\displaystyle \Delta t=1/(2F)} beträgt, d. h., aus x wird die Zahlenfolge {\displaystyle x[k]:=x(k\Delta t)} konstruiert. Nach der Fourierdarstellung ergeben sich diese Werte aus der Frequenzdichte als
{\displaystyle x(k\Delta t)={\frac {1}{\sqrt {2\pi }}}\int _{-2\pi F}^{2\pi F}X(\omega )e^{\mathrm {i} {\frac {k\omega }{2F}}}\,d\omega }.
Diese sind aber gerade die Koeffizienten in der Fourierreihenentwicklung
{\displaystyle X(\omega )={\frac {1}{{\sqrt {2\pi }}\,2F}}\sum _{k=-\infty }^{\infty }x(k\Delta t)e^{-\mathrm {i} {\frac {k\omega }{2F}}}.}
Somit ist die Frequenzdichte und damit das Signal schon durch die Werte der Abtastfolge vollständig determiniert.

### Rekonstruieren ohne Informationsverlust
Rekonstruieren ohne Informationsverlust bedeutet, dass die Lagrange-Interpolation, ausgeweitet auf den Fall mit unendlich vielen, regelmäßig angeordneten Stützstellen, wieder das Ausgangssignal ergibt
{\displaystyle x(t)=y(t):=\sum _{k=-\infty }^{\infty }x_{k}\prod _{j\in \mathbb {Z} ,\;j\neq k}{\frac {t-j\Delta t}{k\Delta t-j\Delta t}}=\sum _{k=-\infty }^{\infty }x(k\Delta t)\ \operatorname {sinc} (t/\Delta t-k)}.
Man beachte, dass man mit diesen Formeln in der Mathematik zwar ausgezeichnet arbeiten kann, sie sich aber in realen Abtastsystemen so nicht realisieren lassen. Zur Bestimmung eines jeden Signalwertes wäre eine Summation über einen unendlichen Bereich notwendig. Außerdem müssten unendlich viele Takte abgewartet werden, bevor die Summation abgeschlossen werden kann. Weil das nicht möglich ist, entstehen in der Praxis unvermeidliche Fehler.
Die Funktion {\displaystyle \operatorname {sinc} (x)={\frac {\sin(\pi x)}{\pi x}}}, der Sinus cardinalis (sinc), ist dabei der ideale Interpolationskern für ganzzahlige Stützstellen; es ist sinc(0)=1 und sinc(n)=0 für jedes weitere ganzzahlige n. Die interpolierende Reihe wird auch, nach Whittakers Notation, als Kardinalreihe bezeichnet, dabei bezieht sich die Vorsilbe kardinal auf die herausragende Rolle als „schwankungsärmste“ unter allen interpolierenden Funktionenreihen. Die sinc-Funktion hat, bis auf einen Faktor, die Rechteck-Funktion {\displaystyle \operatorname {rect} \left({\frac {x}{2\pi }}\right)} als Fourier-Transformierte, diese hat den Wert 1 auf dem Intervall {\displaystyle [-\pi ;\pi ]}, sonst den Wert Null. Sie ist also bandbeschränkt mit höchster Frequenz 1/2.
Die Entwicklung als Kardinalreihe ergibt sich nun ganz natürlich, indem die Fourierreihe der Frequenzdichte in die inverse Fouriertransformation eingesetzt wird,
{\displaystyle x(t)={\frac {1}{4\pi F}}\,\sum _{k=-\infty }^{\infty }x(k\Delta t)\int _{-2\pi F}^{2\pi F}e^{-\mathrm {i} {\frac {k\omega }{2F}}+i\omega t}\,d\omega =\sum _{k=-\infty }^{\infty }x(k\Delta t)\operatorname {sinc} (2Ft-k).}

### Signal in Bandpasslage
Ein reelles Signal in Bandpasslage muss, um Abtastung durch Funktionswerte zu erlauben, eine nur für Frequenzen aus dem Intervall {\displaystyle [2\pi nF,2\pi (n+1)F]} nicht verschwindende Fourier-Transformierte haben. Dann ist F die einseitige Bandbreite. Dieses kann auf Frequenzbänder beliebigen Zuschnitts verallgemeinert werden, allerdings ist dann das Abtasten nicht durch Funktionswerte, sondern durch Skalarprodukte zu definieren. Ein Beispiel dafür ist das Frequenzmultiplexverfahren, siehe auch OFDM.
Bemerkung: Kein endliches Signal, d. h., keine Funktion mit einem endlichen Träger erfüllt die Voraussetzungen an eine bandbeschränkte Funktion. Ebenso wenig fallen periodische Signale, wie zum Beispiel reine Sinusschwingungen, in den Bereich dieses Theorems; genauso wenig Signale mit Unstetigkeiten (Knicken oder Sprüngen im Verlauf). Es ist somit als ideale Aussage in einer idealen Situation zu betrachten. Dem Ideal am nächsten kommen modulierte Schwingungen, wie Musik- oder Sprachaufzeichnungen, die zur Weiterverarbeitung digitalisiert werden sollen. Für andere praktische Zwecke, z. B. digitale Bildbearbeitung, müssen Varianten des Abtasttheorems mit nicht ganz so starken Anforderungen gefunden werden, für die dieses Theorem dann Richtschnur ist.

## Mathematischer Hintergrund
Zu mathematischen Grundlagen siehe: Lebesgue-Integral, Lebesgue-Raum, Fourier-Transformation.
Durch Skalieren der Zeitabhängigkeit kann jedes bandbeschränkte Signal x(t) auf den Frequenzbereich [-½; ½], bzw. [-π; π] als Kreisfrequenzbereich, reduziert werden. Die Frequenzdichte g(f) muss eine Funktion beschränkter Variation sein, wie es zum Beispiel stückweise stetige Funktionen sind. Dann ist x(t) eine stetige, beliebig oft differenzierbare, absolut- und quadratintegrable Funktion,
{\displaystyle x\in L^{2}(\mathbb {R} )\cap L^{1}(\mathbb {R} )\cap C^{\infty }(\mathbb {R} )}, und hat eine Fourier-Transformierte {\displaystyle X={\hat {x}}\in L^{2}(\mathbb {R} )} mit Träger {\displaystyle \operatorname {supp} \,{\hat {x}}\subset [-\pi ,\pi ]}.
Der Funktionswert x(t) an jedem beliebigen Punkt t ist unter diesen Voraussetzungen schon allein durch die Funktionswerte x(n) an allen ganzzahligen Punkten t=n festgelegt, es gilt:
{\displaystyle x(t)=\sum _{n=-\infty }^{\infty }x(n)\cdot {\frac {\sin(\pi (t-n))}{\pi (t-n)}}={\frac {\sin(\pi t)}{\pi }}\sum _{n=-\infty }^{\infty }{\frac {(-1)^{n}x(n)}{t-n}}}.
Diese Gleichung enthält zwei nichttriviale Aussagen: 1) Die unendliche Reihe konvergiert, und 2) der Grenzwert ist immer identisch mit dem Funktionswert x(t).
Die Identität einer bandbeschränkten Funktion mit ihrer oben angegebenen Kardinal-Reihe (nach Whittaker) ergibt sich aus der Poissonschen Summenformel, es gilt
{\displaystyle {\hat {x}}(\omega )=\sum _{k\in \mathbb {Z} }{\hat {x}}(2\pi k+\omega )={\frac {1}{\sqrt {2\pi }}}\sum _{n\in \mathbb {Z} }x(n)e^{-\mathrm {i} \omega n}},
woraus sich nach der Formel der Inversen Fourier-Transformation
{\displaystyle x(t)={\frac {1}{\sqrt {2\pi }}}\int _{\mathbb {R} }{\hat {x}}(\omega )e^{\mathrm {i} \omega t}\,d\omega ={\frac {1}{2\pi }}\sum _{n\in \mathbb {Z} }x(n)\int _{-\pi }^{\pi }e^{\mathrm {i} \omega (t-n)}\,d\omega =\sum _{n\in \mathbb {Z} }x(n){\frac {\sin(\pi (t-n))}{\pi (t-n)}}}
Durch geschickte Anwendung der allgemeinen Abtastformel kann man auch verallgemeinerte Kardinalreihenentwicklungen erhalten, zum Beispiel
{\displaystyle x(t)=\sum _{n\in \mathbb {Z} }\left(x(2n)+{\dot {x}}(2n)(t-2n)\right)\ \operatorname {sinc} \left(\pi (t/2-n)\right)^{2}},
d. h., die Abtastrate ist halbiert, dafür werden an jedem Abtastpunkt zwei Werte genommen, der Funktionswert und die erste Ableitung. Es wird gewissermaßen lokal linear entwickelt und die Entwicklungen mittels einer Zerlegung der Eins „zusammengeklebt“. Formeln mit Ableitungen höherer Ordnung erlauben keine so einfache Interpretation.
Ist f bandbeschränkt auf Kreisfrequenzen aus dem Intervall {\displaystyle [-N\pi ;N\pi ]} und sind {\displaystyle a_{1},\ldots ,a_{N}} paarweise verschiedene reelle Zahlen, so gilt
{\displaystyle f(x)=\sum _{n=-\infty }^{\infty }\left(\prod _{i=1}^{N}\ \operatorname {sinc} (x-n-a_{i})\right)\cdot \left(\sum _{j=1}^{N}f(n+a_{j})\prod _{k\neq j,k=1}^{N}{\frac {x-n-a_{k}}{(a_{j}-a_{k})\ \operatorname {sinc} (a_{j}-a_{k})}}\right)}
Der erste Faktor im Summanden ist die Kernfunktion einer Zerlegung der Eins, der zweite Faktor ein Interpolationspolynom, das der Lagrange-Interpolation ähnlich sieht. Lässt man die ak simultan nach 0 laufen und ersetzt {\displaystyle f(n+a_{\text{k}})} durch das Taylor-Polynom vom Grad N-1 oder größer, so ergeben sich beliebig komplexe differentielle Kardinalreihen.

## Tiefpass zur Verhinderung von Aliasing
Wird die Abtastfrequenz zu klein gewählt, treten im digitalisierten Signal Mehrdeutigkeiten auf. Diese nichtlinearen Verzerrungen sind auch unter dem Begriff Alias-Effekt bekannt. Bei Bildern treten eventuell phasenverschobene Schatten oder neue Strukturen auf, die im Original nicht enthalten sind.
Den unteren Grenzwert der Abtastfrequenz für ein analoges Signal der Bandbreite {\displaystyle f_{\mathrm {0} }}
{\displaystyle f_{\mathrm {abtast} }=2\,\cdot \,f_{\mathrm {0} }}
nennt man auch Nyquist-Rate. Die höchste zu übertragende Frequenz muss demnach kleiner sein als die halbe Abtastfrequenz, sonst entstehen Aliasingfehler. Aus diesem Grund werden höhere Frequenzen aus dem analogen Signal mit einem Tiefpass herausgefiltert. Die Aliasingfehler sind Alias-Signale (Störsignale, Pseudosignale), die sich bei der Rekonstruktion als störende Frequenzanteile bemerkbar machen. Wird zum Beispiel ein Sinussignal, das eine Frequenz von 1600 Hz hat, mit einer Abtastfrequenz von 2000 Hz digitalisiert, erhält man ein 400-Hz-Alias-Signal (2000–1600 Hz). Bei einer Abtastfrequenz über 3200 Hz entsteht dagegen kein Alias-Signal. Eine Abtastfrequenz von bspw. 3300 Hz führt zu einem Differenzsignal von 1700 Hz (3300–1600 Hz). Dieses ist jedoch größer als die halbe Abtastrate und wird demnach bei der Rekonstruktion durch einen Tiefpass entfernt.
In der Praxis gibt es keinen idealen Tiefpass. Er hat immer einen gewissen Übergangsbereich zwischen praktisch keiner Dämpfung im Durchlassbereich und praktisch vollständiger Dämpfung im Sperrbereich. Daher verwendet man in der Praxis eine modifizierte Formel zur Bestimmung der Abtastfrequenz:
Beispiel:
{\displaystyle f_{\mathrm {abtast} }\approx 2{,}2\cdot f_{\mathrm {max} }}
Auf einer CD wird ein Signal gespeichert, das durch die Digitalisierung eines analogen Audiosignals mit Frequenzen bis 20 kHz erzeugt wird. Die Frequenz, mit der das analoge Audiosignal abgetastet wird, beträgt 44,1 kHz.
Der verwendete Faktor ist abhängig vom verwendeten Tiefpassfilter und von der benötigten Dämpfung der Alias-Signale. Andere gebräuchliche Faktoren sind 2,4 (DAT, DVD) und 2,56 (FFT-Analysatoren).

## Überabtastung
Wenn man eine höhere Abtastfrequenz wählt, erhält man keine zusätzlichen Informationen. Der Aufwand für Verarbeitung, Speicherung und Übertragung steigt jedoch. Trotzdem wird Überabtastung (englisch oversampling) in der Praxis angewendet. Liegt nämlich die Nutzbandbreite B sehr nahe bei der halben Abtastfrequenz, so werden hohe Anforderungen an die Flankensteilheit des Tiefpassfilters gestellt. Mit höherer Abtastfrequenz erreicht man eine ausreichend hohe Dämpfung im Sperrbereich eines Tiefpasssystems einfacher als mit einem hochwertigen Filter. Die Bandbegrenzung kann dann auf ein Digitalfilter hoher Ordnung verlagert werden. In der Praxis wird häufig ein Überabtastungsfaktor M = 2 oder M = 4 gewählt. Somit braucht man weniger steile analoge Filter vor dem Abtasten. Nach der ersten Abtastung wird dann ein digitaler Filter vor der folgenden Abtastratenreduktion eingesetzt, womit die Abtastfrequenz nachträglich gesenkt wird. Dieses digitale Filter wird auch als Dezimationsfilter bezeichnet. Es kann beispielsweise in Form eines Cascaded-Integrator-Comb-Filters realisiert werden.
Mathematisch ausgedrückt hat ein idealer Tiefpassfilter als Übertragungsfunktion eine Rechteckfunktion.
Diese Übertragungsfunktion schneidet das Spektrum im Frequenzraum perfekt ab und das gefilterte Signal kann perfekt aus den Abtastpunkten rekonstruiert werden. Allerdings lässt sich ein ideales Tiefpassfilter nicht praktisch realisieren, da es nicht kausal und unendlich lang ist.
Deswegen verwendet man analoge Tiefpassfilter, welche eine stetige, trapezähnliche Übertragungsfunktion aufweisen und deren Flanken mit kontinuierlicher, endlicher Steigung zu- bzw. abnehmen. Diese Filter können beispielsweise in Form von Butterworth-Filtern realisiert werden. Nach dem Abtasten erfolgt die digitale Glättung und das Heruntertakten auf die Nutzbandbreite. Die Flankensteilheit hat dabei einen Einfluss auf die Güte des rekonstruierten Signals.

## Unterabtastung
Die Bedingung {\displaystyle f_{\mathrm {abtast} }>2\cdot f_{\mathrm {max} }} aus dem Abtasttheorem ist eine vereinfachte Darstellung, die allerdings sehr gebräuchlich und nützlich ist. Genau genommen muss anstelle von {\displaystyle f_{\mathrm {max} }} die Bandbreite stehen, die durch den Bereich zwischen niedrigster und höchster im Signal vorkommenden Frequenz definiert ist. Nur in Basisbandsignalen ist die Bandbreite mit {\displaystyle f_{\mathrm {max} }} identisch, Basisbandsignale sind Signale mit niederfrequenten Anteilen in der Nähe von 0 Hz.
Diese Erkenntnis führte zu einem Konzept namens Bandpassunterabtastung (oder sub-nyquist sampling), das zum Beispiel in digitaler Radiotechnik Verwendung findet. Angenommen, man möchte alle Radiosender empfangen, die zwischen 88 und 108 MHz senden. Interpretiert man das Abtasttheorem wie bisher beschrieben, so müsste die Abtastfrequenz über 216 MHz liegen. Tatsächlich wird aber durch die Technik der Unterabtastung nur eine Abtastfrequenz von etwas mehr als 40 MHz benötigt. Voraussetzung dafür ist, dass vor der Abtastung aus dem Signal mittels Bandpassfilter alle Frequenzen außerhalb des Frequenzbereichs von 88 bis 108 MHz entfernt werden. Die Abtastung erfolgt beispielsweise mit 44 MHz, ohne dass der relevante Bereich von einem analogen Mischer umgesetzt würde – das Ergebnis ist quasi ein Alias-Signal und entspricht dem Signal, das bei Abtastung eines per Mischer auf 0–22 MHz umgesetzten Bereichs entstünde.
Um in der Praxis die notwendige punktförmige Abtastung wenigstens näherungsweise realisieren zu können, muss die Abtast-Halte-Schaltung jedoch derart ausgelegt werden, dass das Ausleseintervall so eng wird, wie es für eine Abtastfrequenz von 220 MHz oder mehr vonnöten wäre. Zu vergleichen ist das mit einer Abtastung mit 220 MHz, von der nur jeder fünfte Wert weiterbenutzt wird, während die je vier dazwischenliegenden Abtastwerte verworfen werden.